# 황장산
황장산(黃腸山)은 대한민국 경상북도 문경시 동로면과 충청북도 제천시에 걸쳐 있는 높이 1,077m의 한국의 화강암 산이다.

## 황장목
원래는 황장산에서 자라는 금강송을 '황장목'이라 하였지만 우수한 금강송을 여러산에 이식하여 장려한 관계로 금강송(金剛松)을 '황장목'이라고 칭하고 있다. '경북 봉화를 지나 울진으로 접어들면 사방이 소나무숲으로 변한다. 원래 울진군 서면이었던 '금강송면'이다. 금강송은 색이 붉어 적송(赤松), 늘씬하게 뻗어 미인송(美人松), 봉화의 춘양역에서 운반돼 춘양목(春陽木), 속살이 특유의 정결한 황금빛을 띠고 있어 황장목(黃腸木)으로도 불린다. 붉은 빛 표피는 시간이 흐를수록 딱딱해지며 밑둥치부터 회색으로 변하고, 육각형의 거북 등딱지 모양으로 변한다.
황장산을 비롯하여 두타산, 청옥산, 태백산, 치악산, 속리산 등 여러곳에 분포되어 있고 경북 울진군 금강송면에 금강소나무숲길이 있다. 산림청이 국민세금으로 조성한 1호 숲길이다. 금강소나무와 희귀 수종 등 다양한 동식물이 자생하고 있으며, 미래세대를 위해 후계림을 조성하고 있는 산림유전자원보호구역이다. 우리나라 최대의 금강송 군락지답게 2274ha에 이르는 광활한 면적에 수령 30∼500년 된 금강송 160여만 그루가 하늘을 찌를 듯 빽빽하게 들어서 장관을 이루고 있다. 사계절 인체에 유익한 물질인 피톤치드가 쏟아진다.
숲길은 조선시대 숙종(1674∼1720)때부터 관리한 소광리 금강소나무 군락지와 십이령 옛길을 두루 품는다. 숙종은 궁궐의 기둥이나 왕실의 관으로 사용되는 금강송을 보존하기 위해 황장봉계 표석을 세우고 일반인의 출입을 통제했다. 당시 소나무를 베면 곤장 100대의 중형이 내려졌다. 그 흔적이 소광천과 만나는 대광천 계곡에 황장봉표로 새겨져 있다. 울진군 금강송면 소광리 장군터 인근에 황장봉계 표석이 있다. ‘황장봉산의 경계 지명은 생달현, 안일왕산, 대리, 당성의 4 곳이며 산지기는 명길이다’라는 내용이 적혀 있다.
'살아서 1000년 죽어서 1000년을 간다'는 금강송(金剛松)은 황장목(黃腸木), 춘양목(春陽木)으로도 불리며 한국이 원산지이다. 일반 소나무와 달리 재질이 단단하고 굵고 길며 잘썩지 않아 궁궐을 짓거나 왕실의 장례용 관으로 사용됐으며 유명 사찰이나 고궁을 복원하는데 사용되고 있다.

## 같이 보기
- 한국의 산
- 금강송면
- 정이품송
- 문경시의 지질
- 한국의 화강암